# Sannadalsparken

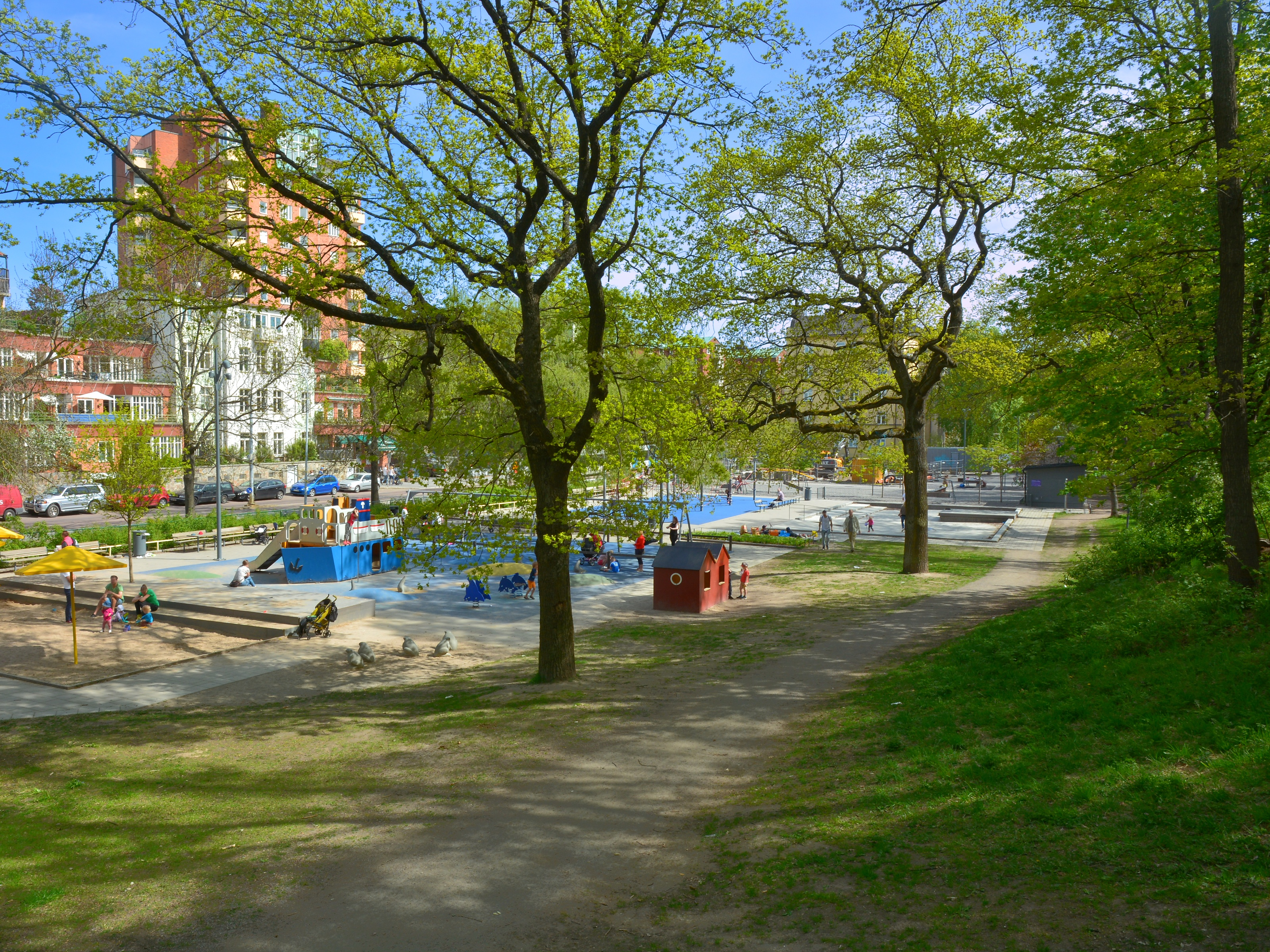
Lekparken i Sannadalsparken, 2014.

Sannadalsparken är en park och en lekplats vid Gröndalsvägen 43 i stadsdelen Gröndal i södra Stockholm inom Stockholms kommun. 

## Beskrivning

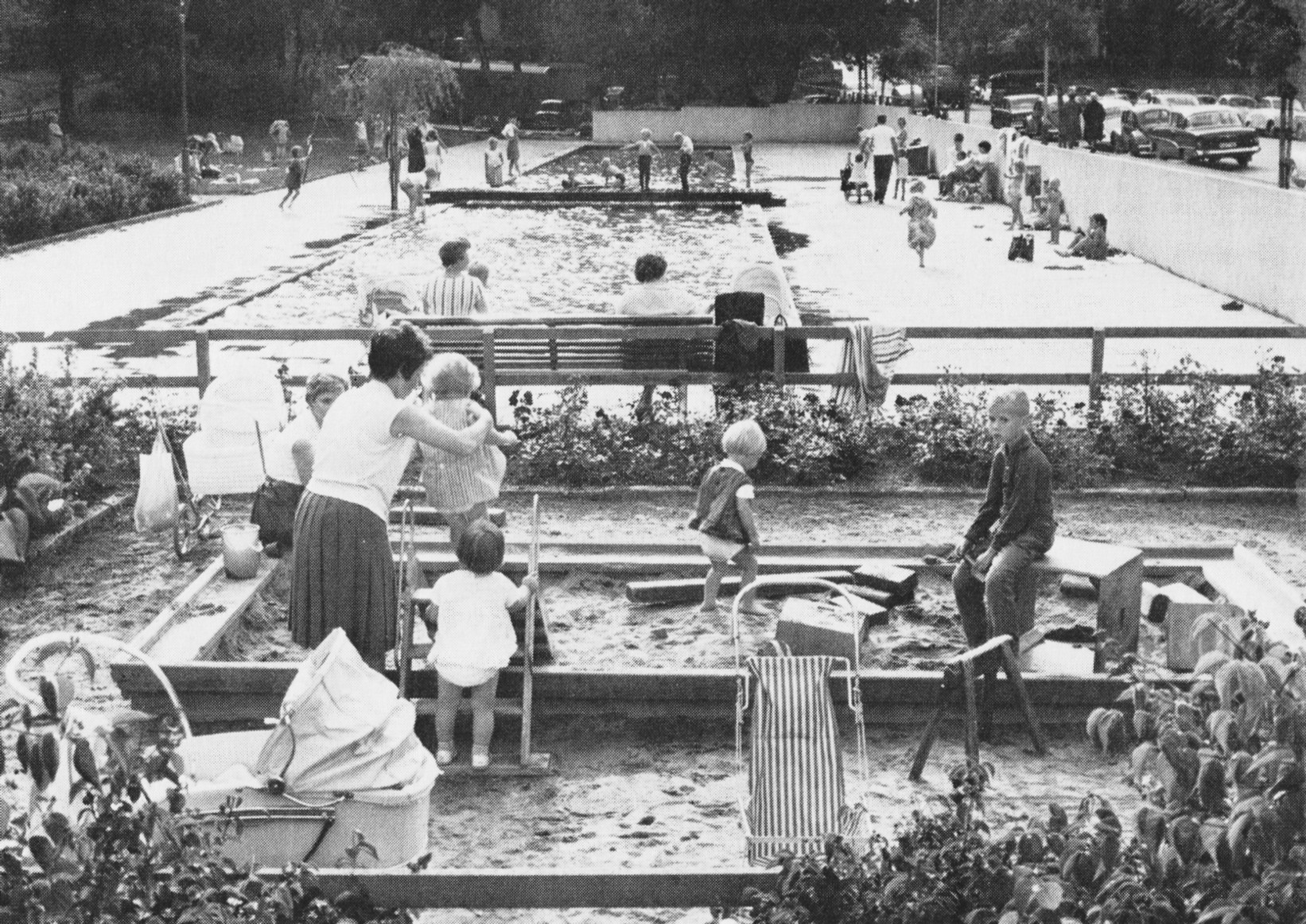
Sannadalsparkens plaskdamm, 1960-tal.

Sannadalsparken sträcker sig längs med Gröndalsvägens södra sida mittemot stadsdelens välkända Terrasshus. I väster ansluter byggnaden för Gröndals kyrka. Officiellt hör även Sannadalsbergets sluttning ända upp till bebyggelsen i kvarteret Ljuskronan och Ljussaxen till Sannadalsparken likaså partstråket som sträcker sig mellan bebyggelsen bort till Charlottendal. Parkområdet vid Gröndalsvägen anlades ursprungligen i början av 1940-talet med parklek, bollplan och plaskdamm. En mur hindrade barnen ifrån att rusa ut på den hård trafikerade Gröndalsvägen.
På 1990-talet upprustades och utvidgades parkens lekytor. Mellan åren 2011 och 2012 genomgick parken en total omgestaltning, med bland annat en ny plaskdamm, ny lekutrustning samt en skateboardbana. Det finns även en sandplan för till exempel boulespel. Under invigningen av den nya parken den 28 september 2012 uppträdde gruppen Cool Pans med spel på oljefat.

### Namnet
Parken har fått sitt namn från den nu försvunna gården Sannadal, byggd omkring 1885 och uppkallad efter Susanna "Sanna" Dahl (1850-1921), maka till gårdens förste ägare, krigsarkivarie Carl Johan Lovén. Sannadal låg direkt väster om egendomen Charlottendal, ungefär vid dagens Sannadalsvägen. Gården revs i slutet av 1930-talet när området bebyggdes av Stockholmshem med några barnrikehus. Här ligger även Sannadalsparkens äldsta del som anlades i slutet av 1930-talet.

## Bilder

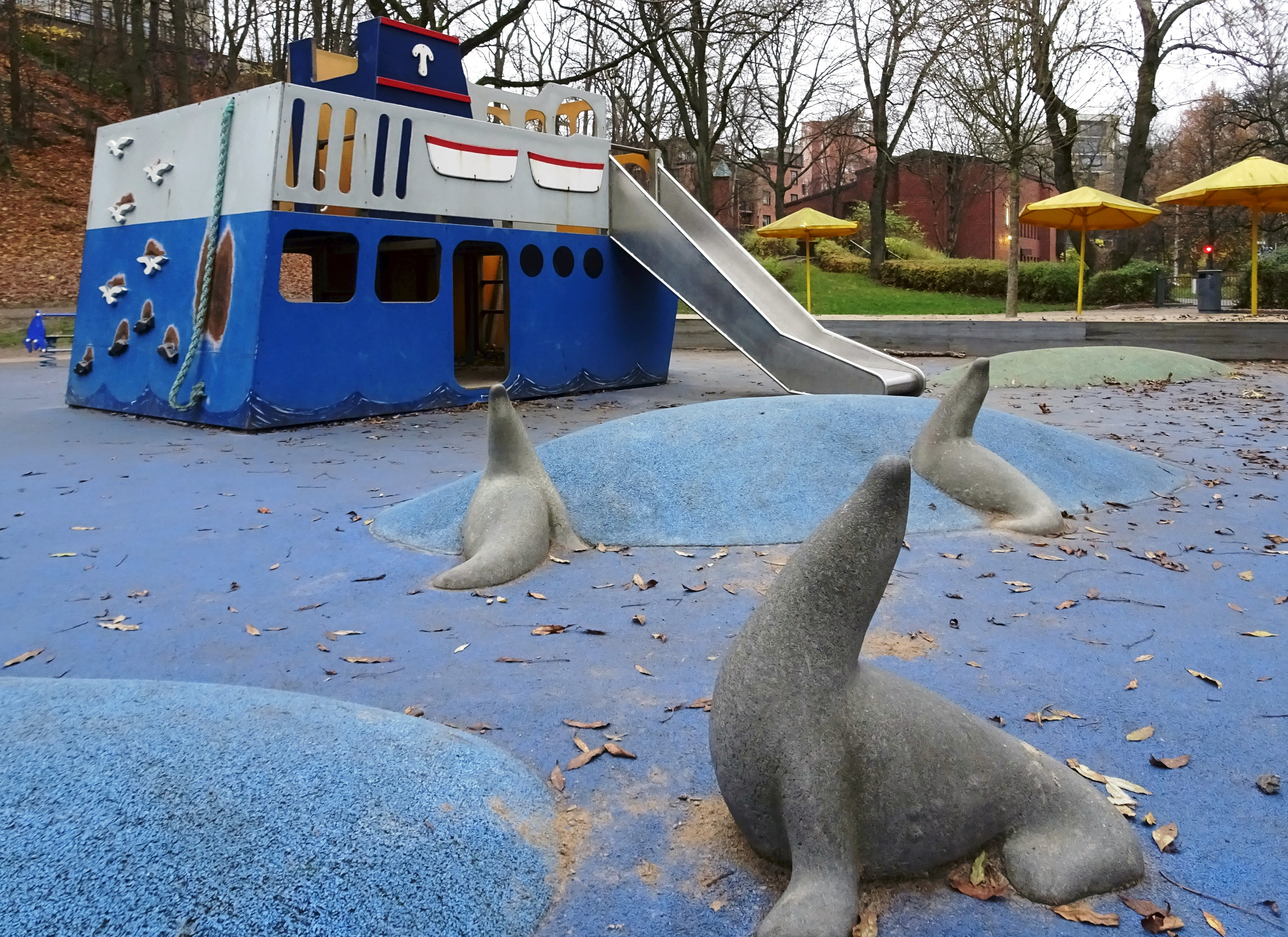
Lekplatsens lekutrustning.
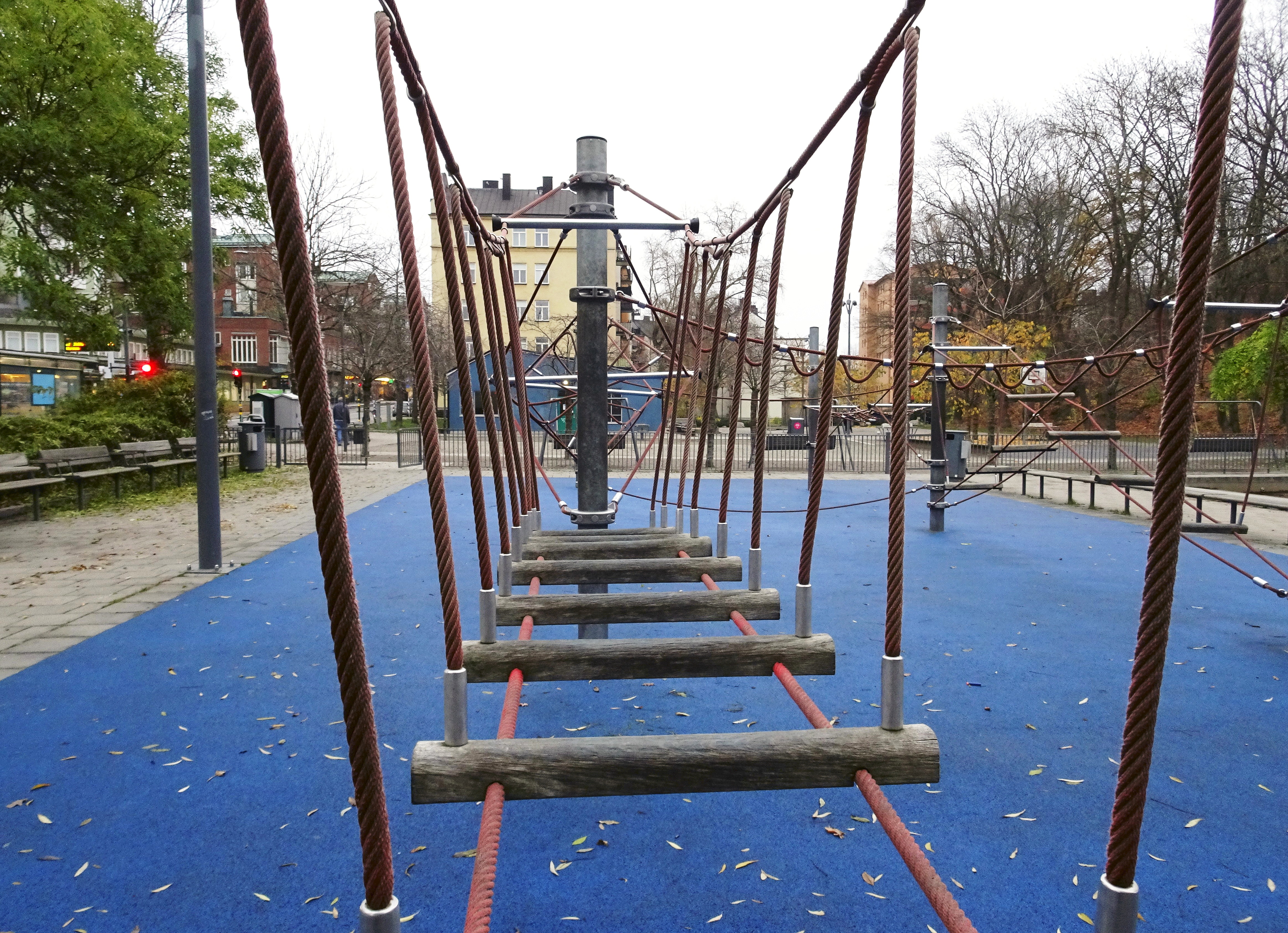
Lekplatsens lekutrustning.
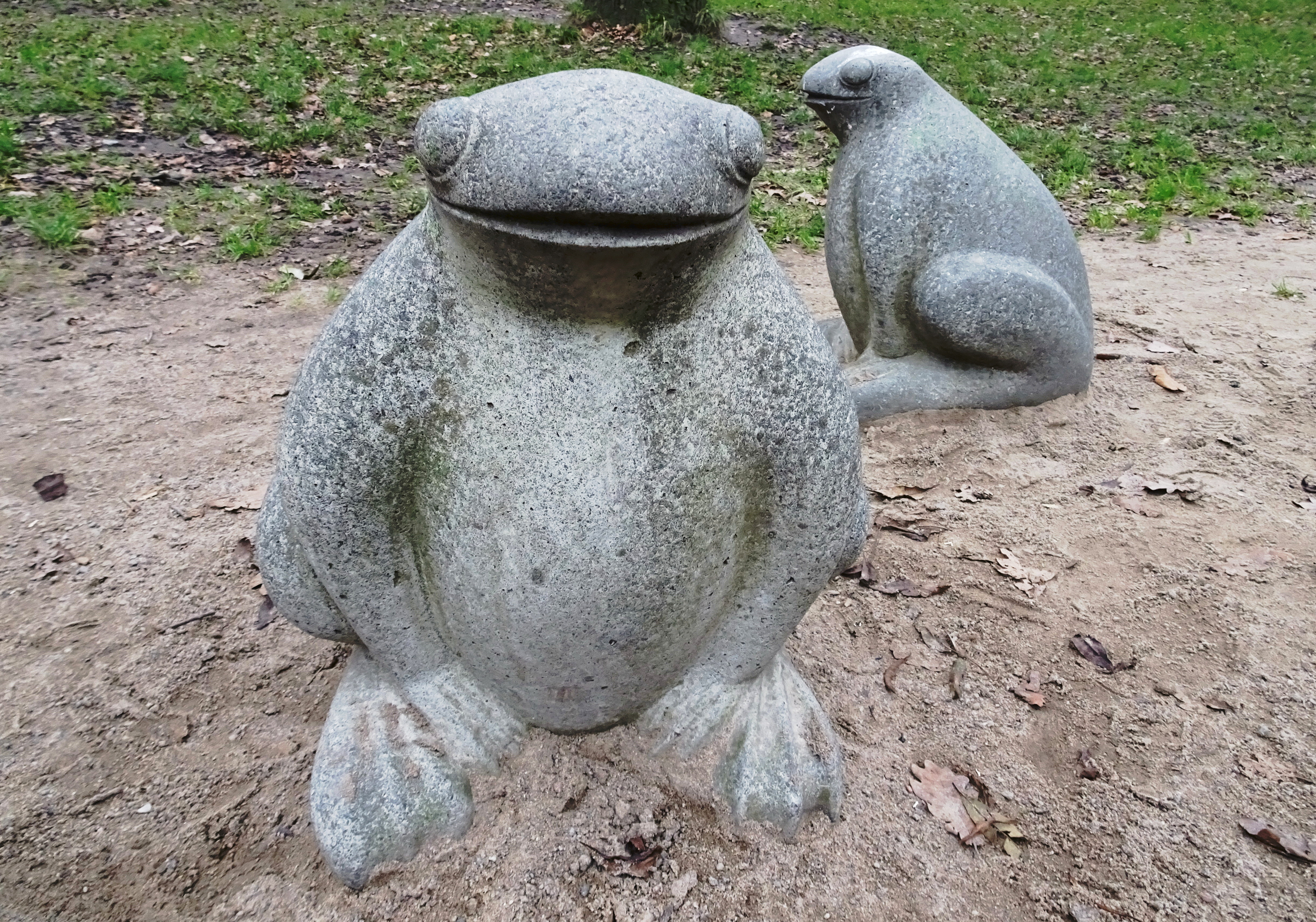
Grodskulpturerna i parken.
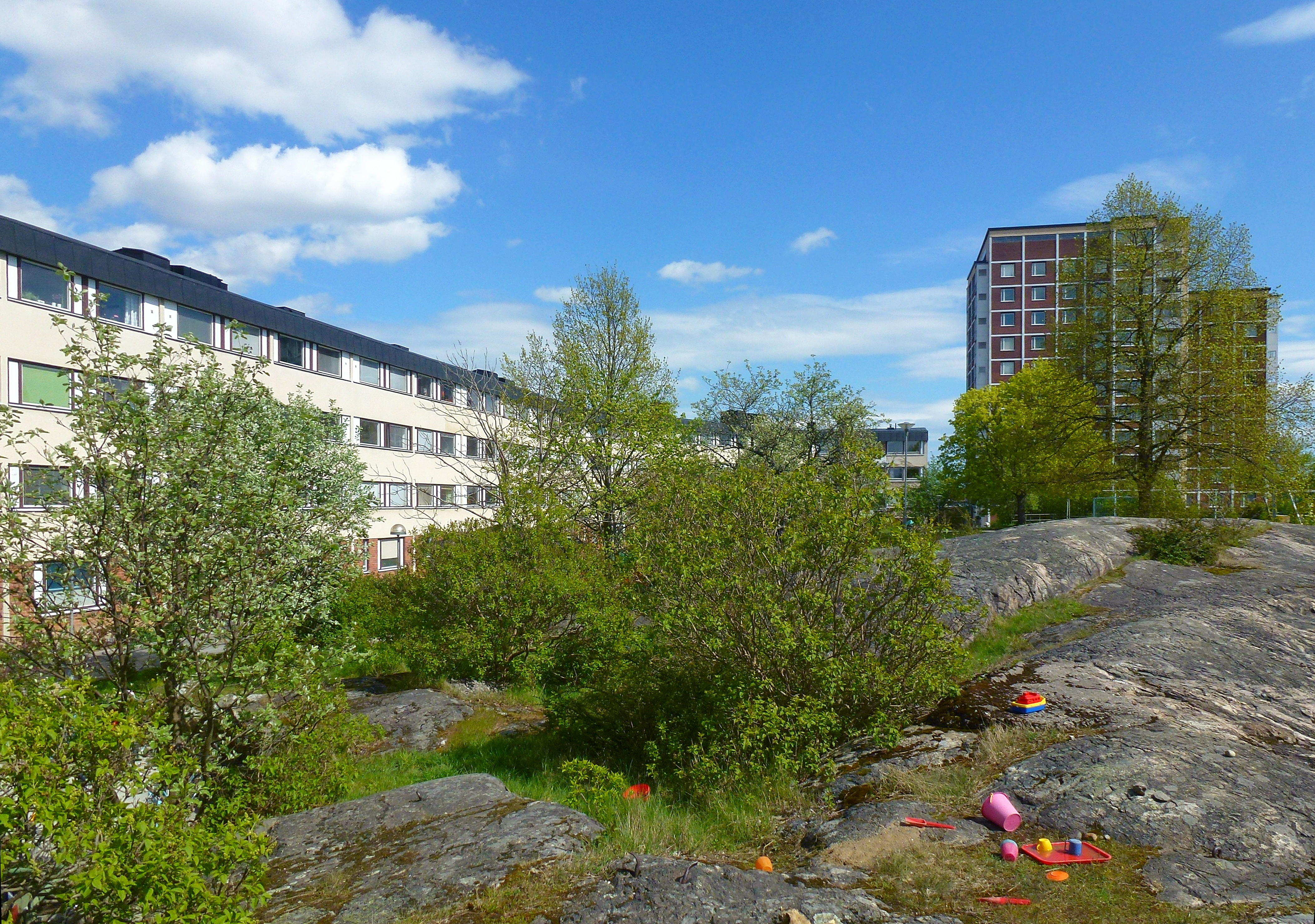
Parkdelen i Kvarteret Ljuskronan och Ljussaxen.